# North Texas State Hospital
Le North Texas State Hospital est un hôpital psychiatrique américain de haute sécurité situé au Texas, implanté sur deux sites distincts: Wichita Falls et Vernon.
Il a été créé en 1917.

## Site de Wichita Falls
Le site de Wichita Falls dispose de 330 lits.

## Site de Vernon
Le site de Vernon a été ajouté en tant qu'annexe dans les années 1960. Il dispose de 284 lits pour adultes, et 78 lits pour adolescents.